# Wałentyn Czmerkowski
Valentin Aleksandrovich „Val” Chmerkovskiy (ur. 24 marca 1986 w Odessie jako ukr. Валентин Олекса́ндрович Чмерковський, Wałentyn Ołeksandrowycz Czmerkowśkyj, ros. Walentin Александрович Чмерковский, Валентин Aleksandrowicz Czmierkowskij) – ukraińsko-amerykański tancerz, choreograf i instruktor tańca.

## Życiorys

### Wczesne lata
Urodził się 24 marca 1986 w Odessie, leżącej wówczas na terenie ZSRR. Jest synem Ołeksandra (Aleksandra) i Łarysy (Łarisy, Larisy) Czmerkowskich. Jego ojciec jest żydem, a matka – chrześcijanką. Ma starszego brata Maksyma (Maksima, ur. 1980), który również jest tancerzem. W 1994 wraz z rodziną przeprowadził się do Stanów Zjednoczonych, gdzie od 1996r. uczęszczał do studia tanecznego w New Jersey, otwartego przez jego ojca i starszego brata.

### Kariera

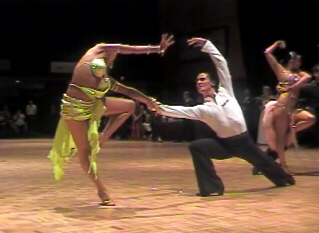
Wałentyn Czmerkowski (Valentin Chmerkovskiy) i Walerija Kożarinowa (Valeriya Kozharinova) podczas tańca w finale mistrzostw USA, 2005

W 2001 wraz z Dianą Ołonecką zdobył tytuł mistrza świata w kategorii młodzieżowej. 
Piętnastokrotnie występował w amerykańskiej edycji programu Taniec z gwiazdami. Partnerował takim osobowościom medialnym, jak: Elisabetta Canalis (13. sezon, 11. miejsce), Sherri Shepherd (14. sezon, 10. miejsce), Kelly Monaco (15. sezon, 3. miejsce), Zendaya (16. sezon, 2. miejsce), Elizabeth Berkley Lauren (17. sezon, 6. miejsce), Danica McKellar (18. sezon, 6. miejsce), Janel Parrish (19. sezon, 3. miejsce), Rumer Willis (20. sezon, 1. miejsce), Tamar Braxton (21. sezon, 5. miejsce), Ginger Zee (22. sezon, 3. miejsce), Laurie Hernandez (23. sezon, 1. miejsce), Normani Kordei (24. sezon, 3 miejsce), Victoria Arlen (25. sezon, 5 miejsce), Nancy McKeon (27. sezon, 11 miejsce). W 28 sezonie został sparowany z modelką i aktorką Christie Brinkley, jednakże 5 dni przed premierą show złamała rękę na próbach tanecznych. Miejsce Christie zastąpiła jej córka- również modelka Sailor Brinkley-Cook, która zajęła 9 miejsce.
W 2012, wspólnie z Maksymem Czmerkowskim i Tonym Dovolanim otworzył w Stamford szkołę tańca „Dance with Me USA Studio”. Obecnie "Dance With Me" to sieć 14 szkół tańca. Pięć filii szkoły znajduje się na terenie Teksasu, cztery filie są w Nowym Jorku, inne filie mieszą się w Las Vegas, Atlancie, na Florydzie oraz w New Jersey.

### Życie prywatne
Od 2015 roku spotykał z amerykańską tancerką Jenną Johnson, przy czym od 2017 roku – oficjalnie. Para ogłosiła swoje zaręczyny 15 czerwca 2018 roku, ich ślub odbył się 13 kwietnia 2019 roku.